# Institut collégial Glebe
L'institut collégial Glebe (anglais : Glebe Collegiate Institute) est une école secondaire situé dans Le Glèbe à Ottawa, Ontario, Canada. Dirigé par le Ottawa-Carleton District School Board, l'institut collégial Glebe compte approximativement 1 500 étudiants. Les élèves et équipes de sport sont connues sont le nom Gryphons.